# Бадди Морроу
Ба́дди Мо́рроу (англ. Buddy Morrow, наст. имя — Муни Зудекофф (англ. Muni Zudekoff); 8 февраля 1919, Нью-Хейвен — 27 сентября 2010, Мейтленд) ― американский джазовый тромбонист и композитор.

## Биография
Муни Зудекофф начал играть на тромбоне в возрасте 13 лет. Его академическое музыкальное образование ограничилось несколькими месяцами обучения в Нью-Йоркском институте музыкальных искусств, ныне известном под названием Джульярдская школа, под руководством Эрнеста Кларка. Тромбонист играл в составе множества различных джазовых коллективов, сначала в небольших ансамблях, а затем и в биг-бэндах. В 1938 он начал выступать в биг-бэнде Томми Дорси. В это время музыкант сменил своё настоящее имя на сценический псевдоним Муни Морроу, а затем Бадди Морроу.
Во время Второй мировой войны Бадди Морроу служил в составе военно-морских сил США. После демобилизации он продолжил играть в оркестре Томми Дорси, а затем, в 1951 году организовал собственный оркестр. В 1950-е годы Морроу сочинил свои наиболее известные мелодии: такие как Big Beat, Memphis Drag, Midnight March, Old Potato Farm и другие. В 1976 году он стал солистом и дирижёром (бэндлидером) оркестра Томми Дорси и оставался на этом посту до конца жизни. В 2009 году Бадди Морроу получил награду международной ассоциации тромбонистов за жизненные достижения. Его последнее публичное выступление с оркестром Томми Дорси состоялось 24 сентября 2010 года за несколько дней до смерти музыканта.